# Theraps
Theraps is een geslacht van straalvinnige vissen uit de familie van cichliden (Cichlidae).

## Soorten
- Theraps coeruleus Stawikowski & Werner, 1987
- Theraps godmanni (Günther, 1862)
- Theraps heterospilus (Hubbs, 1936)
- Theraps intermedius (Günther, 1862)
- Theraps irregularis Günther, 1862
- Theraps lentiginosus (Steindachner, 1864)
- Theraps microphthalmus (Günther, 1862)
- Theraps wesseli Miller, 1996